# Ormosia longispina
Ormosia longispina är en tvåvingeart som beskrevs av Evgenyi Nikolayevich Savchenko 1983. Ormosia longispina ingår i släktet Ormosia och familjen småharkrankar.
Artens utbredningsområde är Armenien. Inga underarter finns listade i Catalogue of Life.